# (5152) Labs
(5152) Labs es un asteroide perteneciente al cinturón de asteroides, descubierto el 18 de octubre de 1931 por Karl Wilhelm Reinmuth desde el Observatorio de Heidelberg-Königstuhl, Alemania.

## Designación y nombre
Designado provisionalmente como 1931 UD. Fue nombrado Labs en honor al astrofísico alemán Dietrich Labs profesor de la Universidad de Heidelberg y el Observatorio de Heidelberg-Königstuhl. Se especializó en la exploración de la distribución espectral de energía solar y contribuyó al éxito de SOLSPEC en varias misiones espaciales, lo que lleva a la detección de las variaciones solares ultravioletas.

## Características orbitales
Labs está situado a una distancia media del Sol de 2,624 ua, pudiendo alejarse hasta 3,094 ua y acercarse hasta 2,153 ua. Su excentricidad es 0,179 y la inclinación orbital 12,88 grados. Emplea 1552,56 días en completar una órbita alrededor del Sol.

## Características físicas
La magnitud absoluta de Labs es 13,1. Tiene 7 km de diámetro y su albedo se estima en 0,276.